# Thorigné-en-Charnie

Thorigné-en-Charnie este o comună în departamentul Mayenne, Franța. În 2009 avea o populație de 183 de locuitori.